# Липман, Якоб
Якоб Липман (англ. Jacob Goodale Lipman, 1874—1939) — американский почвовед российского происхождения, руководивший экспериментальной агрономической станцией в Нью-Джерси. С 1924 по 1927 гг. был президентом Международного общества почвоведов. Сыграл значимую роль в приглашении советских ученых участвовать в I-ом Международном конгрессе почвоведов.

## Биография
Я. Липман родился 18 ноября 1874 года в еврейской семье, проживавшей в Яунелгаве. Учился в московской школе, а затем поступил в гимназию в Оренбурге. В 1888 году вместе с семьей иммигрировал в США, где поселилися на ферме в Вудбайне, штат Нью-Джерси. Младший брат Я. Липмана Чарльз стал профессором физиологии растений в Калифорнийском университете в Беркли.
В 1894 году Я. Липман поступил в Ратгерский колледж, чтобы изучать основополагающие принципы сельского хозяйства. Позже он поступил в Корнеллский университет, где специализировался в исследовании почвенной микробиологии и химии почв. Я. Липман был назначен заведующим кафедрой химии почв и бактериологии  опытной сельскохозяйственной станции в Нью-Джерси. Вскоре после этого он стал преподавателем, а затем профессором сельскохозяйственной химии в соседнем Ратгерском университете. В 1911 году он возглавил опытную сельскохозяйственную станцию в Нью-Джерси.

## Научные достижения
Исследования Липмана о том, как почвенные бактерии извлекают азот в воздуха, дали толчок к созданию новой научной дисциплины – почвенной микробиологии, обеспечили ему международное признание и авторитет. Микробиологическая лаборатория Липмана была своеобразным инкубатором для исследований различных направлений, так её сотрудники обнаружили бактерии в материале метеоритов. Липман также организовал на возглавляемой им агрономической станции в Нью-Джерси исследования по пестицидам и гидропонике.
Одна из его исследовательских групп расширила исследования, в результате чего З. Ваксманом и его аспирантом Альбертом Шацем был открыт антибиотик – стрептомицин.  В 1966 г. З. Ваксман, награжденный к тому времени Нобелевской премией, написал биографию ученого под названием  "Джекоб Липман: ученый-агротехник, гуманитарий" (Jacob G. Lipman: agricultural scientist, humanitarian).
Я. Липман был инициатором издания журнала "Soil Science".

## Приглашение советских ученых на I-й Международный конгресс по почвоведению
В мае 1926 г. Я. Липман, будучи президентом Международного общества почвоведов, по приглашению известного микробиолога В. Л. Омелянского посетил с деловым визитом СССР. Во время своего пребывания Я. Липман провел обсуждение с советскими почвоведами возможности их участия в I-ом Международном конгрессе почвоведов, который планировалось провести в 1927 г. в США. В переговорах со своим американским коллегой принимал активное участие А.А. Ярилов, работавший в Госплане СССР и возглавлявший журнал "Почвоведение". По результатам обсуждения комиссия для наблюдения за работами Академии наук решила направить на конгресс в США делегацию почвоведов, которую возглавил К. Д. Глинка. Cторонником участия в конгрессе советских ученых был А. С. Енукидзе, который полагал эта поездка «должна дать Америке совершенно новое представление о „соврусских“ и о проявлениях их культуры». 
Вторым вопросом, который обсуждал Я. Липман в Москве, стало предложение собрания президиума Международного общества почвоведов, проходившего с 5 по 7 апреля 1926 г. в Гронингене, о проведении II-го Международного конгресса почвоведов в СССР. СНК СССР постановил «приветствовать созыв конгресса в 1930 г. на территории СССР», отметив, что его проведение будет способствовать демонстрации «достижений нашего почвоведения, идущего впереди всех остальных стран» . Решение о том, что следущий почвенный конгресс пройдет в СССР было принято в 1927 г. на конгрессе в США. Согласно традиции, Я. Липман был сменен в должности президента Международного союза почвоведов представителем следующей страны, принимающей конгресс - К. Д. Глинкой. Однако после скоропостижной смерти последнего в этом же году  должность перешела к К.К. Гедройцу.

## Участие в деле штата Теннесси против Д. Скоупса
В 1925 году Я. Липман был одним из семи учёных, с которыми консультировалась защита Джона Скоупса в ходе его обвинения в нарушении антидарвинистского «акта Батлера», согласно которому в штате Теннесси учителям было запрещено отрицать библейское учение о происхождении человека. В суде было разрешено представить показания только Мейнарду Меткалфу, зоологу из университета Джонса Хопкинса, остальные эксперты должны были представить письменные заключения, чтобы их показания можно было использовать при подаче апелляции. Д. Скоупс был признан виновным и приговорён к уплатите 100 долларов.